# دیمادجو مدی
دیمادجو مدی (به لاتین: Dimadjou-Mdé) یک منطقهٔ مسکونی در اتحاد قمر است که در گرند کومور واقع شده‌است. دیمادجو مدی ۶۶۵ نفر جمعیت دارد.